# Субаткан
Субатка́н, Су-Баткан, Суботхан (крим. Suv Batqan) — невелика річка у Криму. Знаходиться на Довгоруківській яйлі (Субаткан-яйла), зникає в отворі шахти-понора Провал та утворює підземну частину річки Кизилкобінка. Назва в перекладі з кримськотатарської значить «вода провалилася» (suv — вода, batmaq — поринати, провалюватися, batqan — провалився).